# 홍류저수지
홍류저수지는 부산광역시 기장군 철마면 웅천리에 위치한 대한민국의 저수지이며, 수영강의 지류인 철마천에 위치하고 있다.영화 사생결단의 촬영지이기도 하다.